# 恩隆县农民运动讲习所旧址
恩隆县农民运动讲习所旧址，位于中国广西壮族自治区田东县平马镇，为一个省级文物保护单位，类型为革命遗址及革命纪念建筑物，为第二批广西壮族自治区文物保护单位，公布时间为1981年8月25日。
恩隆县农民运动讲习所旧址的历史年代为1926年。